# Jacques Borlée

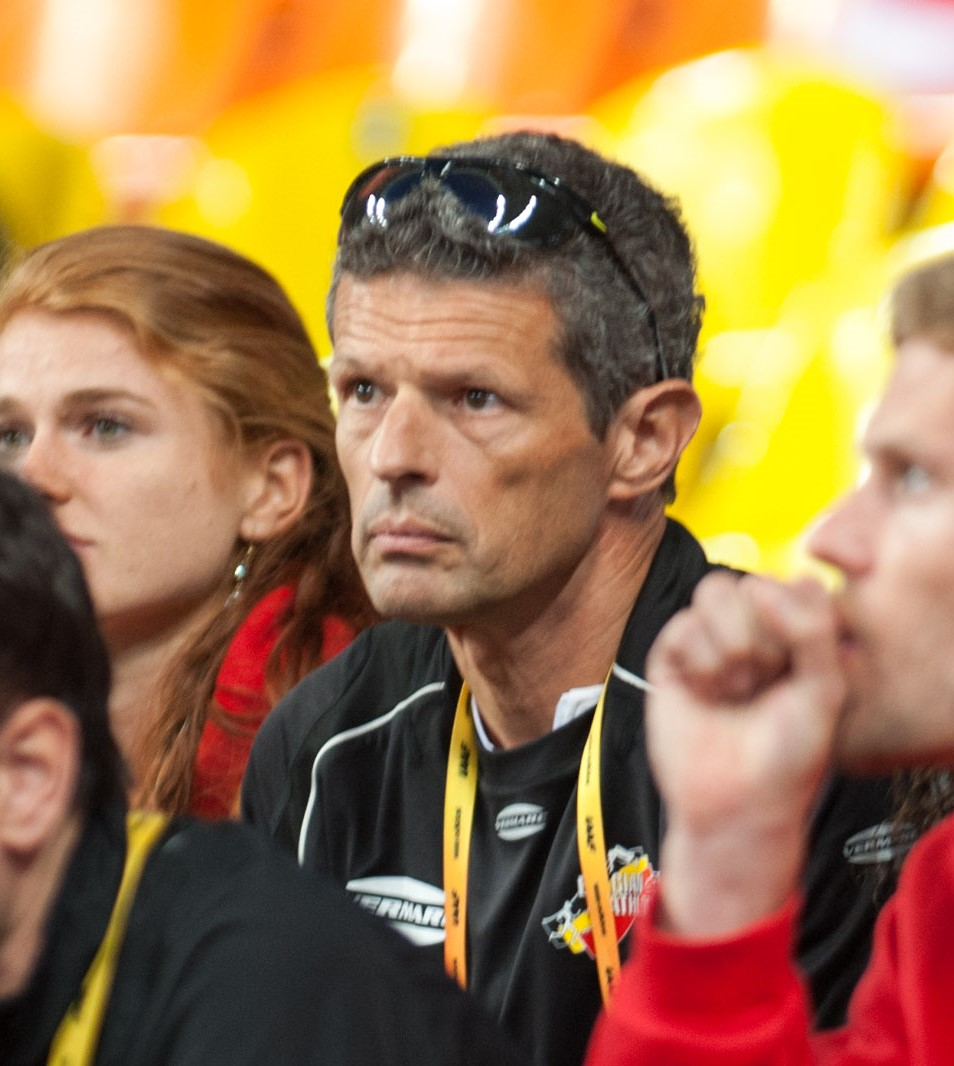
Jacques Borlée, 2015

Jacques Borlée (* 27. September 1957 in Stanleyville, Belgisch Kongo) ist ein belgischer Leichtathletiktrainer. Seine Kinder Olivia, Kevin, Jonathan und Dylan Borlée sind, wie er selbst zu seiner aktiven Zeit, im Sprintbereich erfolgreich.
Jacques Borlée wurde achtmal belgischer Meister, zweimal im 100-Meter-Lauf (1981 und 1983), viermal im 200-Meter-Lauf (1979, 1981, 1983 und 1984) und jeweils einmal im 400-Meter-Lauf (1982) sowie im 400-Meter-Hürdenlauf (1977). Bei den Olympischen Spielen 1980 in Moskau erreichte er über die 400 m die Viertelfinalrunde. Sein größter internationaler Erfolg war der Gewinn der Silbermedaille über 200 m bei den Leichtathletik-Halleneuropameisterschaften 1983 in Budapest.
Jacques Borlée ist 1,80 m groß und hatte ein Wettkampfgewicht von 72 kg.